# Bienvenue à bord (Bob l'éponge)
Pour les articles homonymes, voir Bienvenue à bord.
Bienvenue à bord (Help Wanted en version originale) est l'épisode pilote de la série télévisée d'animation Bob l'éponge. L'épisode est diffusée pour la première fois aux États-Unis le 1er mai 1999 sur Nickelodeon après la retransmission des Kids' Choice Awards. L'épisode suit le protagoniste, une jeune éponge de mer anthropomorphe nommée Bob l'éponge, qui tente de trouver un emploi dans un restaurant local appelé le Crabe Croustillant. Cependant, il est chargé de trouver une spatule de haut calibre apparemment rare car le propriétaire, M. Krabs, le considère comme non qualifié pour le poste. Le restaurant se retrouve par la suite envahi par des anchois affamés demandant un repas. Bob l'éponge revient de sa course avec la spatule mécanique demandée et l'utilise pour satisfaire la faim des anchois. Bob l'éponge est ensuite engagé par M. Krabs en tant qu'employé du Crabe Croustillant au grand dam du caissier et voisin de Bob, Carlo Tentacule.
Le créateur de la série Stephen Hillenburg conçoit initialement la série en 1994 et commence à y travailler peu de temps après l'annulation du Rocko's Modern Life en 1996. Pour la voix du personnage de Bob l'éponge, Stephen Hillenburg approche Tom Kenny, avec qui il a travaillé sur Rocko's Modern Life. Pour le pilote de la série, son créateur veut à l'origine Bob l'éponge et Carlo Tentacule dans un voyage, s'inspirant du film de 1989 Powwow Highway. Stephen Hillenburg abandonne ce scénario et recommence avec l'idée que lui et Derek Drymon ont proposé pour Bienvenue à bord basé sur une expérience que Stephen Hillenburg a eu chez les scouts. L'idée originale sera utilisée pour l'épisode Les Livreurs de pizza.
L'épisode a été écrit par Stephen Hillenburg également directeur du storyboard ainsi que le scénariste Derek Drymon et Tim Hill. L'animation a été dirigée par le directeur de l'animation Alan Smart. Bienvenue à bord présente une performance musicale posthume de Tiny Tim chantant sa chanson Livin 'in the Sunlight, Lovin' in the Moonlight.
Bienvenue à bord a été exclu de la sortie DVD de la première saison parce que Nickelodeon ne voulait pas payer la succession de Tiny Tim pour les droits DVD, bien qu'il ait depuis été publié sur divers DVD de la série.

## Résumé
Dans cet épisode, le narrateur présente la ville sous-marine de Bikini Bottom, ainsi qu'une éponge de mer appelée Bob. Bob l'éponge se prépare pour postuler pour un célèbre restaurant de la région : le Crabe Croustillant. Devant celui-ci, il hésite, mais tombe sur son ami Patrick, qui le convainc de tenter sa chance. Lorsque Bob s'approche des portes, son voisin Carlo Tentacule, qui nettoyait les vitres à ce moment-là, se réfugie horripilé dans le restaurant.
Par mégarde, Bob trébuche sur un clou qui dépassait du sol et rebondit dans tout le restaurant, avant de retomber aux pieds de Carlo et du propriétaire M. Krabs. Ils décident alors de manipuler Bob en lui demandant de chercher une spatule « hydrodynamique » pour prouver sa capacité à obtenir le poste de cuisinier.
Durant l'absence de Bob, des bus remplis d'anchois affamés arrivent autour du Crabe Croustillant, les passagers envahissent la salle en réclamant un repas; Carlo et M. Krabs se retrouvent rapidement débordés par la foule.
Bob revient ensuite du supermarché muni de la spatule, et l'utilise pour rejoindre la cuisine en survolant la foule. Bob prépare alors des centaines de pâtés de crabe pour rassasier les clients. Une fois la foule repartie, M. Krabs engage Bob l'éponge comme cuisiner, avant de repartir dans son bureau pour compter les bénéfices. Patrick arrive et commande un pâté de crabe, puis se retrouve éjecté du restaurant par un jet de pâtés de crabe, comme celui servi plus tôt aux anchois.

## Production

### Développement

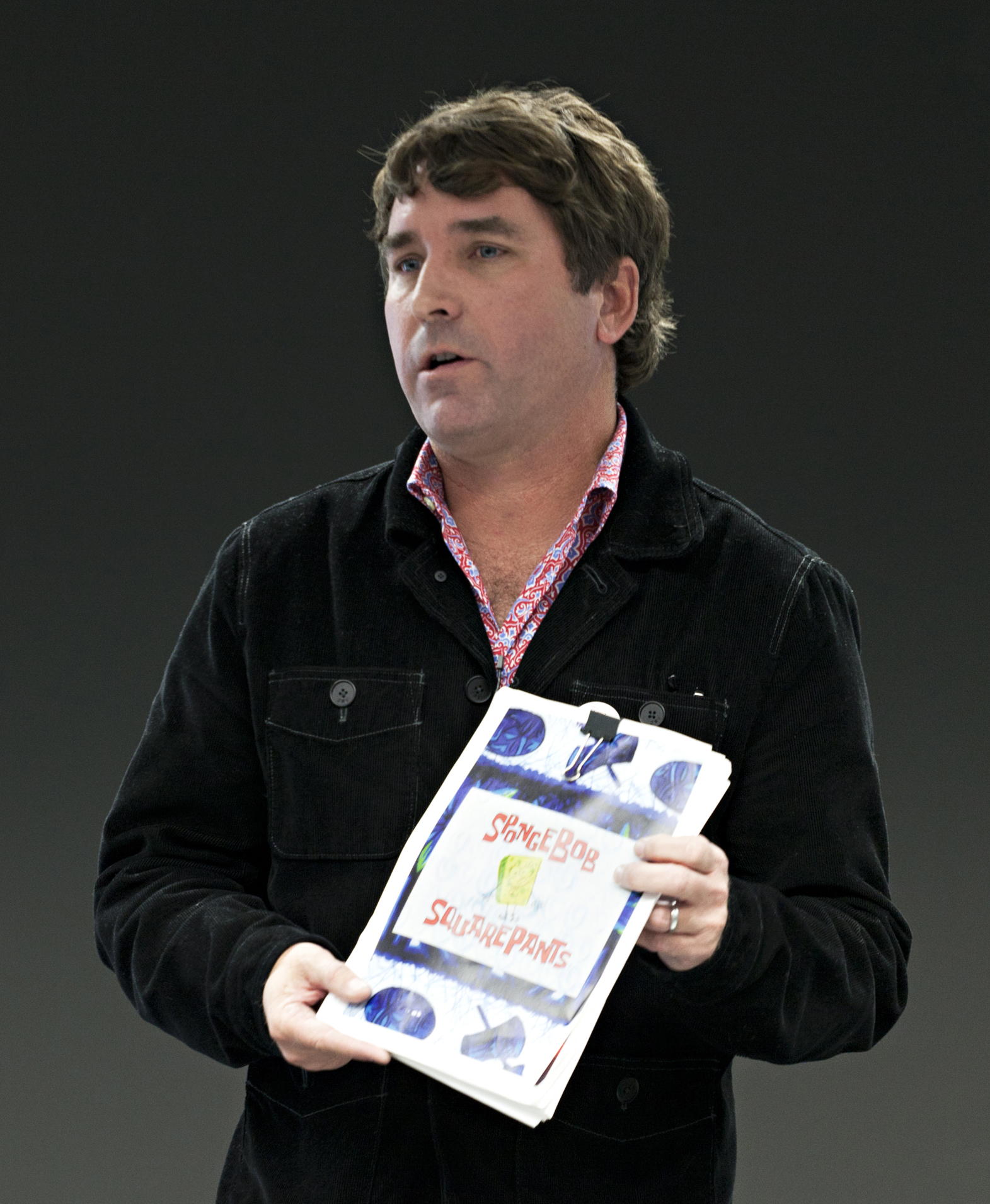
Stephen Hillenburg, créateur de la série Bob l'éponge

Bienvenue à bord est écrit par le créateur de la série Stephen Hillenburg, Derek Drymon et Tim Hill, l'animation est dirigée par le directeur de l'animation de la série Alan Smart. Hillenburg s'est également chargé de la direction du storyboard et Derek Drymon a travaillé comme directeur artistique. Hillenburg a initialement conçu la série en 1994 et a commencé à y travailler peu de temps après l'annulation de Rocko's Modern Life en 1996,.
L'idée originale de Stephen Hillenburg était que les scénaristes écriraient un storyboard pour un possible épisode et le présenteraient à Nickelodeon. Une de ces idées était d'écrire un épisode avec Bob l'éponge et Carlo Tentacule entrainé dans un road trip, inspiré par le film de 1989 Powwow Highway. Finalement, l'idée s'est développée mais celle-ci a été abandonné pour l'épisode pilote par Stephen Hillenburg. L'idée du voyage sera réutilisé au cours de la première saison et d'autres d'idées abandonnés seront incorporé à l'épisode Les Livreurs de pizza.
À l'origine, le personnage devait s'appeler SpongeBoy (en français Garçon Éponge) et la série devait s'appeler également SpongeBoy,. Cependant, le service juridique de Nickelodeon a découvert que le nom SpongeBoy était déjà utilisé par une marque de serpillère,. Ceci a été découvert après que l'enregistrement des voix pour le pilote original de sept minutes ait été effectué En Décembre 1997, après cette découverte, Stephen Hillenburg a décidé que le prénom du personnage devait encore contenir le mot Sponge afin que les téléspectateurs ne confondent pas le personnage avec un « homme fromage ». Il a décidé d'utiliser le nom de SpongeBob (Bob l'éponge). Il a choisi SquarePants (littéralement Pantalon carré) comme nom de famille car il faisait référence à la forme carrée du personnage et cela sonnait bien.

« Les dirigeants de Nickelodeon se sont envolés pour Burbank, et nous leur avons raconté des storyboards. Nous avions des jouets, portions des chemises hawaïennes et avons utilisé un radio-cassette pour jouer la chanson de Tiny Tim (Livin 'in the Sunlight, Lovin' in the Moonlight) intervenant dans le troisième acte. Nous avons vraiment tout fait sur cette histoire parce que nous savions que le pilote vivait ou mourrait si les dirigeants riaient. Quand ce fut fini, ils sont sortis de la pièce pour en discuter ; nous avons pensé qu'ils reviendraient à New York et nous les entendrions dans quelques semaines. Nous avons été surpris quand ils sont revenus dans ce qui semblait être des minutes et ont dit qu'ils voulaient le faire. »

— Derek Drymon,
Stephen Hillenburg et Derek Drymon ont eu l'idée de Bienvenue à bord lors d'un dîner en se basant sur une expérience que Hillenburg a eu chez les scouts. Hillenburg et Hill ont travaillé les contours de l'intrigue. À l'été 1997, tout en présentant le dessin animé aux cadres de Nickelodeon, Hillenburg a enfilé une chemise hawaïenne, a apporté un « terrarium sous-marin avec des modèles des personnages » et de la musique hawaïenne pour définir le thème. La configuration a été décrite par Eric Coleman, cadre de Nickelodeon, comme « assez incroyable »,. Quand on leur a donné de l'argent et deux semaines pour écrire l'épisode pilote, Drymon, Hillenberg et Nick Jennings sont revenus avec ce que l'officiel de Nickelodeon, Albie Hecht, a décrit comme « une performance que j'aurais aimé avoir sur bande »,. Bien que décrit comme stressant par le directeur créatif Derek Drymon, le résumé s'est très bien déroulé ; Kevin Kay et Hecht ont dû sortir parce qu'ils étaient « épuisés de rire », ce qui inquiétait les dessinateurs. Avec l'aide de Hill et du directeur artistique Nick Jennings, Hillenburg a terminé la présentation et a vendu Bob l'éponge à Nickelodeon. Drymon a déclaré que « le réseau l'a approuvé - nous étions donc prêts à partir »,.
Dans une interview avec Cyma Zarghami (un des quatre cadres présents dans la salle lorsque la série a été projeté pour la première fois), elle raconta que « la réaction immédiate [des dirigeants de Nickelodeon] était de le revoir, à la fois parce qu'ils aimaient ça et que cela ne ressemblait à rien de ce qu'ils avaient jamais vu auparavant. »,. Hillenburg a expliqué que la construction du personnage dans l'épisode était lâche mais son développement déjà « assez fort »,,.

### Décors
Lorsque l'équipe a commencé la production de l'épisode, ils ont été chargés de concevoir les emplacements principaux où « la série reviendrait encore et encore, et dans lesquels la majeure partie de l'action se déroulerait, comme le Crabe Croustillant et la maison ananas de Bob l'éponge »,. Hillenburg avait une « vision claire » de ce à quoi il voulait que la série ressemble. L'idée était « de garder tout nautique » donc l'équipage a utilisé des cordes, des planches en bois, des barres de bateau, des filets, des ancres, des tôles et des rivets.
Le pilote et le reste de la série présentent les « fleurs du ciel » comme arrière-plan principal. Quand on a demandé au concepteur des fonds de la série Kenny Pittenger : « Qu'est-ce que c'est ? », il a répondu : « Ils fonctionnent comme des nuages d'une certaine manière, mais puisque tout se déroule sous l'eau, ils ne sont pas vraiment des nuages. »,. Depuis la série est influencé par la culture Tiki, les peintres d'arrière-plan doivent utiliser beaucoup de motifs. Pittenger a déclaré: « Donc, vraiment, les fleurs du ciel sont principalement un élément de décor fantaisiste que Steve [Hillenburg] a imaginé pour évoquer le look d'une chemise hawaïenne à imprimé fleuri - ou quelque chose du genre. Je ne sais pas non plus ce qu'elles sont. »,.

### Casting

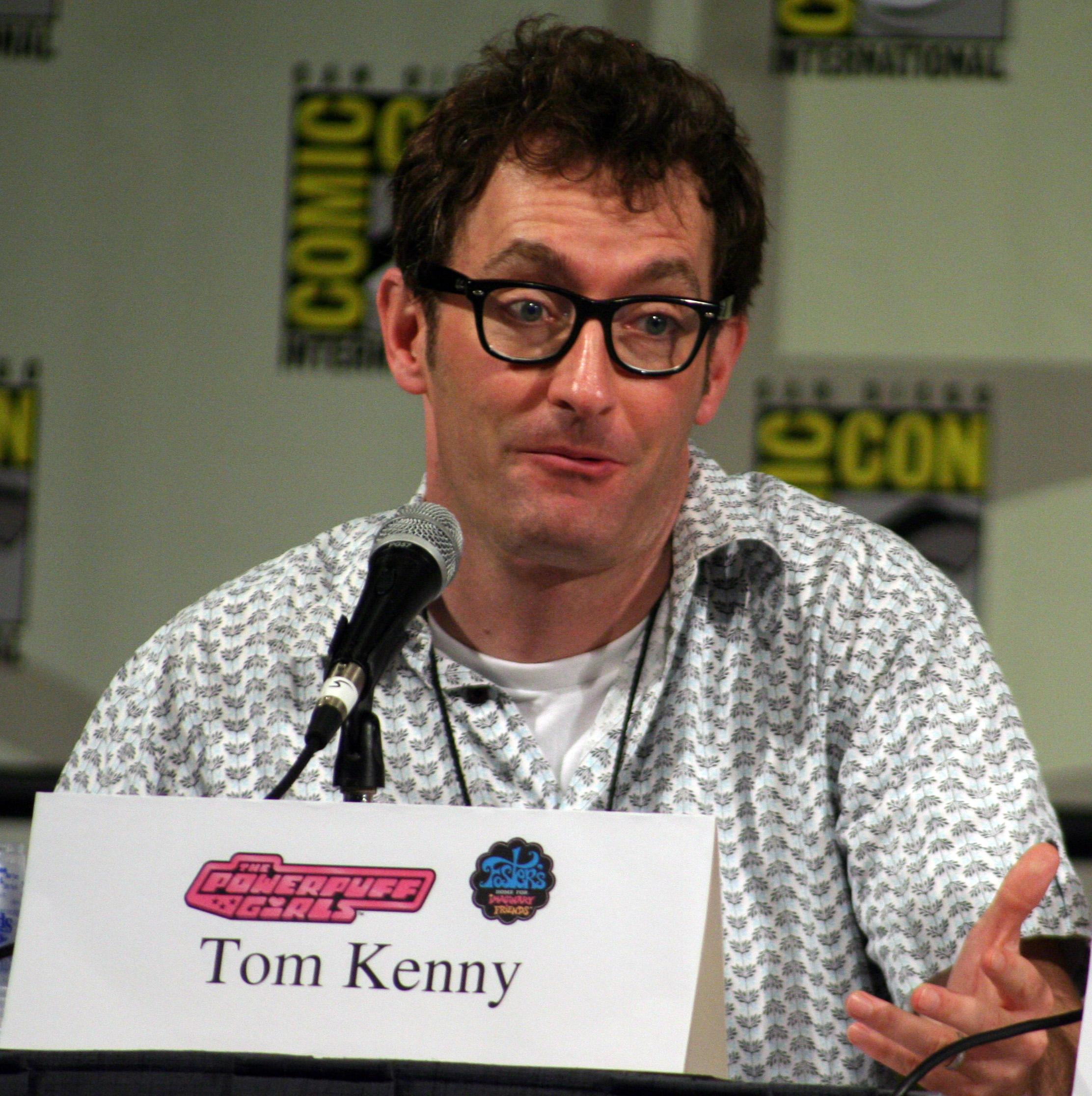
L'acteur américain Tom Kenny prête sa voix au personnage de Bob l'éponge dans la version originale.

Pendant que Drymon et Hill écrivent le pilote, Hillenburg mène également des auditions pour trouver des voix pour les personnages. Il a créé le personnage de Bob l'éponge avec Tom Kenny,, dans lequel il a utilisé les personnalités de Kenny et d'autres personnes pour aider à créer sa personnalité. Drymon a déclaré: « Tom est venu plusieurs fois pour que nous puissions lui présenter ce que nous travaillions pour l'aider à trouver la bonne voix. Tom avait déjà travaillé sur de nombreuses autres émissions animées et Steve voulait trouver une voix originale. »,. La voix de Bob l'éponge a été à l'origine utilisée par Kenny pour un personnage d'alligator féminin très mineur nommé Al dans Rocko's Modern Life qui est apparu dans l'épisode Dear John. Kenny a oublié la voix de départ car il l'a créée uniquement pour cette seule utilisation. Hillenburg, cependant, s'en souvenait quand il inventait Bob l'éponge et utilise un clip vidéo de l'épisode pour rappeler à Kenny cette voix. Kenny dit que le rire aigu de Bob l'éponge est spécifiquement destiné à être unique, déclarant qu'ils voulaient un rire ennuyeux dans la tradition de Popeye et Woody Woodpecker.
Kenny se charge également de la voix de Gary, l'escargot de mer de Bob l'éponge, et du narrateur de l'épisode. Selon lui, « Steve a toujours eu l'intention que le narrateur soit un clin d'œil à son cher Jacques Cousteau. ». Kenny a décrit la voix de Cousteau comme « très impartiale, très discrète, très plate, même quand il décrit quelque chose de miraculeux et beau ». Au début, ils ont trouvé que le narrateur « avait l'air de s'ennuyer », alors ils ont décidé qu'il « devait paraître un peu amusant et ludique »,.
Bill Fagerbakke prête sa voix au meilleur ami de Bob, une étoile de mer nommée Patrick Étoile de mer. Il a auditionné pour le rôle après que Kenny ait été choisi pour Bob l'éponge. Fagerbakke a déclaré : « Steve est un gars tellement adorable, et je n'avais absolument aucun sentiment pour le matériel. ». Il a décrit son expérience lors de l'audition, en disant : « J'allais juste pour une autre audition, et je n'avais aucune idée de ce qui m'y attendait en termes d'esprit visuel remarquable et réellement du genre d'humanité enfantine attachante dans la série. Je ne pouvais pas du tout relever cela du matériel d'audition. J'essayais simplement de donner au gars ce qu'il voulait. »,. Pour le rôle de Carlo, Hillenburg avait à l'origine Mr. Lawrence à l'esprit pour le rôle. Lawrence a travaillé avec Hillenburg et Drymon sur Rocko's Modern Life, ainsi tout en travaillant sur l'épisode, Hillenburg l'a invité à auditionner pour tous les personnages. Drymon relate : « Nous montrions le storyboard à Doug, et il a commencé à nous lire avec sa voix de Tony le Tigre (en) / Gregory Peck. C'était vraiment drôle et nous avons fini par lui demander d'utiliser une voix grave pour Bob l'éponge quand il est entré dans le Crabe Croustillant pour la première fois. »,. Hillenburg a décidé de donner à Lawrence le rôle du méchant de la série, Plankton, à la place.

### Musique

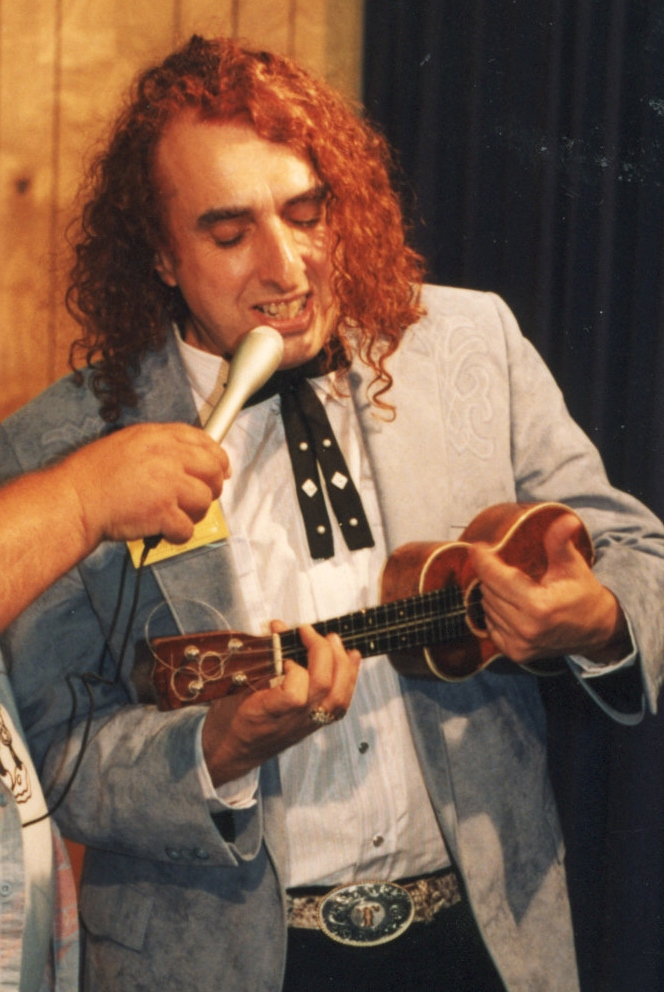
Le titre de Tiny Tim Livin' in the Sunlight, Lovin' in the Moonlight est joué dans cet épisode.

L'épisode présente la chanson intitulée Livin 'in the Sunlight, Lovin' in the Moonlight de Tiny Tim,,. Au moment où le pilote était déjà terminé, l'éditeur de musique Nick Carr a été invité à réorganiser la musique existante dessus. Carr explique « Quand j'ai commencé sur Bob l'éponge, mes fonctions étaient principalement de la rédaction musicale mais me poussaient rapidement à la présidence des compositeurs / superviseurs. »,. L'équipe de production a placé la majeure partie de son budget musical sur l'utilisation de Livin 'in the Sunlight, Lovin' in the Moonlight, que Carr a décrit comme « un scénario tristement familier avec la plupart des dessins animés pour la télévision. Au moment de considérer la musique, le budget est gonflé. »,.
L'idée d'utiliser Livin 'in the Sunlight, Lovin' in the Moonlight est née lorsque quelqu'un a envoyé à Hillenburg une cassette contenant de nombreuses musiques. Pendant que les auteurs développaient la série à l'extérieur de Nickelodeon, Hillenburg a joué la chanson pour Drymon comme un exemple de l'enthousiasme qu'il recherchait. Quand est venu le temps d'écrire le pilote, ils ont eu l'idée d'utiliser la chanson dans le troisième acte. L'équipe a finalement obtenu les droits pour utiliser la chanson sur le pilote, mais tout ce qu'ils avaient était « la copie minable sur la vieille cassette de Steve. »,. Les auteurs ont pu utiliser la musique, car l'une des femmes qui travaillaient à Nickelodeon à l'époque « connaissait quelqu'un quelque part qui avait accès à quelque chose », et elle a apporté une copie de la chanson sur CD. Drymon a déclaré : « Nous avons été totalement chanceux qu'elle ait eu le contact, sinon nous n'aurions pas pu l'utiliser. Le plus triste, c'est que Tiny Tim est mort juste au moment où nous écrivions le pilote, donc il n'a jamais su que nous avions utilisé sa chanson. »,.
Jeff Hutchins était avec Hillenburg sur Rocko's Modern Life où il travaillait sur l'animation sonore,,. Hutchins a été approché par Hillenburg pour faire de la musique pour la série. On lui a demandé « 20 choses, comme une corne de paquebot », et Hutchins savait qu'il avait la musique que Hillenburg cherchait. Hutchins explique « Je lui ai proposé des options et, dans certains cas, des choix multiples. Nous avons convenu de nous rencontrer à la porte Warner Bros. près du château d'eau dans 20 minutes. »,. Il a enregistré le son sur une cassette et a rencontré Hillenburg par la porte. Hutchins a dit « Il était à peu près aussi heureux que vous pourriez l'imaginer, et il est parti. La prochaine chose que vous savez, je travaille sur la série. »,. Hutchins est devenu le concepteur sonore régulier de la série.

## Diffusion
Un an avant le début de la série sur Nickelodeon, Bienvenue à bord était à l'origine inclus (dans sa version pilote originale de 1997) sur la VHS The Best of Nicktoons 1998.
Bob l'éponge a diffusé son premier épisode, Bienvenue à bord, ainsi que les épisodes frères Le Grand Nettoyage et Asphyxies en chaîne, le 1er mai 1999, après la diffusion télévisée des Kids' Choice Awards 1999,,. La série a fait plus tard ses débuts "officiels" le 17 juillet 1999 avec le deuxième épisode Sculptures sur bulles et Un nouveau comique,,.
Bienvenue à bord a été exclu du DVDBob l'éponge - L'intégrale Saison 1 depuis sa sortie le 28 octobre 2003. Il n'a pas été inclus car Nickelodeon ne voulait pas payer les successeurs de Tiny Tim pour les droits DVD, car sa musique dans l'épisode était protégée par le droit d'auteur. Drymon déclare que « Bienvenue à bord devait être laissé de côté [...] »,. Cependant, sur la sortie allemande du DVD de la saison 1, cet épisode est inclus. Bienvenue à bord a été publié plus tard dans le DVD Bob l'éponge Intégrale Saison trois le 27 septembre 2005 en tant que bonus,. Le 22 septembre 2009, Bienvenue à bord est sorti sur le DVD SpongeBob SquarePants: The First 100 Episodes, aux côtés de tous les épisodes des cinq premières saisons,. Ce DVD inclus une fonctionnalité appelée Help Wanted the Seven Seas Edition qui présenté l'épisode Bienvenue à bord (Help Wanted en version originale) dans de nombreuses langues,. L'épisode est également en bonus de la série DVD intitulée SpongeBob SquarePants: 10 Happiest Moments sorti le 14 septembre 2010,. Le 29 avril 2014, Bienvenue à bord est sorti sur la compilation DVD SpongeBob, You're Fired!. Lors de sa sortie, le DVD a été rapidement épuisé chez Best Buy et se vendait "vivement" chez les détaillants en ligne, notamment Amazon.com, Barnes & Noble et Walmart.
En 2013, les principaux acteurs de la série, dont Tom Kenny, Clancy Brown, Rodger Bumpass et Bill Fagerbakke, ont effectué une lecture en direct de l'épisode lors de l' événement Bob l'éponge appelé SpongeBob Fan Shellabration. La lecture a eu lieu sur une scène d'effets sonores aux Universal Studios Hollywood les 7 et 8 septembre. L'événement a également accueilli la projection des vidéos gagnantes du concours SpongeBob SquareShorts: Original Fan Tributes,.

## Accueil
« Le pilote de Bob l'éponge est l'un des meilleurs pilotes que j'ai vu car il véhicule une forte personnalité pour le personnage et une forte sensibilité pour la série dans son ensemble. Il est intéressant de se rappeler que l'émission n'a pas été un énorme succès immédiatement. C'était juste vraiment bon et intéressant et cela a suivi sa propre voie pendant un moment avant que les gens ne le remarquent. »

— Eric Coleman, directeur chargé de la production pour Bob l'éponge.,
À sa sortie, Bienvenue à bord a obtenu une note de 6,3 sur l'échelle de Nielsen, soit 6,9 millions de téléspectateurs au total, dont 3,6 millions d'enfants âgés de 2 à 11 ans. En outre, l'épisode a reçu des critiques généralement favorables des médias. Michael Cavna du Washington Post a classé Bienvenue à bord au 3e rang de sa liste des cinq meilleurs épisodes de Bob l'éponge. Les autres épisodes de la liste sont L'orchestre, Un nouveau comique, Juste une bouchée et La Boîte à tout faire. Cavna a revu l'épisode en 2009 et constate qu'« une grande partie du style et du poli sont déjà en place. ». About.com a déclaré : « L'humour et l'essence optimiste de Bob l'éponge sont l'évidence même dans ce premier épisode. »,. Maxie Zeus de Toon Zone a dit que l'épisode est un "gagnant". Dans un article d' Associated Press, Frazier Moore a loué la chanson présentée dans l'épisode appelé Livin 'in the Sunlight, Lovin' in the Moonlight l'appelant la "partie loufoque".
L'écrivain Kent Osborne considère l'épisode comme l'un de ses épisodes préférés et le qualifie de "vraiment bon". Eric Coleman, vice-président du développement et de la production d'animation chez Nickelodeon, a loué l'épisode et le considère comme "l'un des meilleurs pilotes" parce qu'« il transmet une forte personnalité. »,.
Dans une critique du DVD de la première saison, Jason Bovberg de DVD Talk a été déçu par l'absence de cet épisode : « Où est-ce? C'est peut-être la seule déception de l'ensemble. J'étais un peu agacé par les longs menus animés qui présentent tous les personnages, un par un, mais c'est vraiment cet épisode manquant qui me dérange ». Bovberg décrit l'ensemble comme "ennuyeux" pour avoir manqué l'épisode. Bill Treadway de DVD Verdict, sur l'exclusion de l'épisode sur le DVD, a déclaré « c'est un petit défaut dans un paquet par ailleurs de premier ordre. »,. Dans une critique de DVD de la troisième saison, Bryan Pope de DVD Verdict, sur l'épisode présent en tant que bonus, a déclaré : « Le supplément le plus intrigant est l'épisode pilote de la série, Bienvenue à bord. [...] Pourquoi le sortir maintenant plutôt que dans son emplacement naturel avec la première saison ? »,.